# Первомайский (Панкрушихинский район)
Первомайский — посёлок в Панкрушихинском районе Алтайского края России. Входит в состав Подойниковского сельсовета.

## География
Расположен в северо-западной части края, фактически образуя со станцией Световская единый населённый пункт.
Климат
континентальный, средняя температура января составляет −18,7 °C, июля — 22 °C. Годовое количество атмосферных осадков — 465 мм.

## История
Посёлок входит в муниципальное образование «Подойниковский сельсовет» согласно муниципальной и административно-территориальной реформе 2005 года.

## Население
| 1997 | 1998 | 2000 | 2001 | 2002 | 2003 | 2004 | 2005 | 2006 |
| ---- | ---- | ---- | ---- | ---- | ---- | ---- | ---- | ---- |
| 300  | ↘295 | ↘272 | ↘270 | ↘263 | ↘223 | ↘179 | ↘174 | ↘154 |
| 2007 | 2008 | 2009 | 2010 | 2011 | 2012 | 2013 |      |      |
| ↘139 | ↘134 | ↘122 | ↘85  | ↗86  | ↘81  | ↘74  |      |      |

национальный состав
Согласно результатам переписи 2002 года, в национальной структуре населения русские составляли 97 % от 228 жителей.

## Инфраструктура
Экономика
Основное направление — сельское хозяйство.

## Транспорт
Посёлок доступен автомобильным и железнодорожным транспортом.
Подходит дорога общего пользования межмуниципального значения «Подойниково — Первомайский» (идентификационный номер 01 ОП МЗ 01Н-3205) протяженностью 20,700 км.
Железнодорожная станция Световская на линии Карасук — Среднесибирская Западно-Сибирской железной дороги.